# Háj, Turčianske Teplice
Háj este o comună slovacă, aflată în districtul Turčianske Teplice din regiunea Žilina. Localitatea se află la altitudinea de 509 m deasupra n.m., se întinde pe o suprafață de 10,02 km2 și în 2017 număra 467 de locuitori. Se învecinează cu Rakša și Turčianske Teplice.

## Istoric
Localitatea Háj este atestată documentar din 1264.

## Demografie
| An:                | 1994 | 2004   | 2014   | 2024   |
| ------------------ | ---- | ------ | ------ | ------ |
| Număr de persoane: | 446  | 478    | 457    | 469    |
| Diferență:         |      | +7,17% | −4,39% | +2,62% |

| An:                | 2023 | 2024   |
| ------------------ | ---- | ------ |
| Număr de persoane: | 464  | 469    |
| Diferență:         |      | +1,07% |